# Alexander Gerard
Alexander Gerard est un théologien protestant écossais, né à Garioch, dans le comté d’Aberdeen, en 1728, et mort à Aberdeen en 1795. 
Il fut successivement suppléant et professeur en titre au collège Maréchal, à celui d’Édimbourg, puis au collège du Roi, à Aberdeen. Ami de Reid et de Beattie, Gérard est un créateurs de la Royal Society of Edinburgh. Il a aussi été modérateur du synode de l’Église d’Écosse. 

## Œuvres
Parmi les ouvrages qu’il a laissés, son Essai sur le goût (1759), traduit en français par Eidous (1766, in- 12), obtint un brillant succès. Ce livre tente de dégager les différents principes qui participent à la beauté d'un objet ou d'un paysage (la nouveauté, la variété, l'uniformité, l'utilité, l'accord avec le sens moral, etc.). Ces principes avaient bien été dégagés par ses prédécesseurs, comme Hutcheson, Du Bos, Batteux, etc., mais Gerard parvient à en donner une théorie unifiée. Il tente, de plus, de formuler des préceptes permettant l'éducation du goût, afin de multiplier ses plaisirs face aux oeuvres d'art. 
Outre l’ouvrage précité, on a de lui : 
- Dissertations sur des sujets relatifs au génie et aux preuves du christianisme (1766, in-8°) ;
- Essai sur le génie, (1774, in-8°) ;
- Sermons (1780).